# Fan des années
 (décembre 2017).
Fan des années... est un saga d'émissions télévisées de divertissement française créé le 21 février 2009 et présenté par Laurence Boccolini sur TMC.

## Présentation
Fan des années... est constitué de 4 émissions représentant chacune une décennie (Fan des années 70, Fan des années 80, Fan des années 90, Fan des années 2000) et d'une émission spéciale de 1h 30 représentant une année (Fan de l'année 2010).
Les émissions passent en revue des évènements politiques, musicaux ou cinématographiques tout en invitant des personnalités à discuter sur différents sujets ou à raconter leurs souvenirs.
Lors des rediffusions sur NRJ 12, certaines séquences où les interventions avec des personnes ne pouvant plus apparaître à l'écran comme Tex, Jean-Marc Morandini où Jean-Luc Lahaye sont coupées au montage, et certaines interventions ont également été remontées afin d'effacer des références datées. 
Les génériques ont également été réédités (et leur sonores changés), et les interventions de Laurence Boccolini ont été remplacées par la voix-off de Aurore Bonjour expliquant le concept lors du générique, et narrant ensuite le sommaire.

## Émissions

### Fan des années 70
Fan des années 70 est la 3e émission de la saga Fan des années.... Diffusée à partir de 2012, elle est composée de 1 saison de 10 épisodes portant chacun le nom d'une année.

#### 1970
- Ma sorcière bien-aimée
- Les Envahisseurs
- Laissons entrer le soleil de Julien Clerc
- Mort de Bourvil
- Séparation des Beatles
- Johnny Hallyday
- Non non rien n'a changé des Poppys
- Le Roi Pelé
- Sex machine de James Brown

#### 1971
- Star Trek
- Chapeau melon et bottes de cuir
- Mort de Fernandel
- Jackson Five
- Les Rois mages de Sheila
- Pour un flirt de Michel Delpech
- Mamy blue de Nicoletta
- La Folie des grandeurs
- Michel Sardou

#### 1972
Télévision
- Amicalement vôtre
- Les Carpentier

Cinéma
- Les Charlots

Musique
- Michel Polnareff
- Les Beach Boys
- Chanson sur une drôle de vie de Véronique Sanson
- Kiss me de C. Jérôme
- Tri martolod d'Alan Stivell

Actualité
- Déco et technologies

#### 1973
Télévision
- Des chiffres et des lettres
- Columbo

Cinéma
- Rabbi Jacob

Musique
- La vague des duos
- Elton John
- Lady Lay de Pierre Groscolas
- Oh les filles d'Au bonheur des dames
- Je suis malade de Serge Lama

Actualité
- La vague contestataire

#### 1974
Télévision
- Au théâtre ce soir
- Caliméro

Cinéma
- Le Parrain 1 & 2

Musique
- Dalida
- Stone et Charden
- Le Zizi de Pierre Perret
- Mon Vieux de Daniel Guichard
- Emmanuelle de Pierre Bachelet

Sport
- Raymond Poulidor

#### 1975
Télévision
- Le Petit Rapporteur
- Chapi Chapo

Cinéma
- Bruce Lee

Musique
- Mort de Mike Brant
- Michel Fugain et le Big Bazar
- Les mots bleus de Christophe
- J'ai encore rêvé d'elle d'Il était une fois
- Marylène de Martin Circus

Actualité
- La loi Veil

#### 1976
Télévision
- Happy Days

Cinéma
- Les Dents de la mer
- La troupe du Splendid

Musique
- Boney M
- Le groupe ABBA
- La Ballade des gens heureux de Gérard Lenorman
- Porque te vas de Jeannette

People
- Brigitte Bardot et les animaux

Actualité
- Le changement d'heure

#### 1977
Télévision
- Midi Première
- Scoubidou

Cinéma
- Rocky

Musique
- La mort d'Elvis Presley
- Barry White
- Dave
- Rockollection de Laurent Voulzy
- L'oiseau et l'enfant de Marie Myriam
- La dernière séance d'Eddy Mitchell

#### 1978
- La Petite Maison dans la prairie
- Grease
- Mort de Claude François
- Le chanteur de Daniel Balavoine
- Village People
- Ça plane pour moi de Plastic Bertrand
- Rémi sans famille
- Le Paris-Dakar

#### 1979
- Drôles de dames
- Les bronzés font du ski
- Patrick Juvet
- Je l'aime à mourir de Francis Cabrel
- Off the wall de Michael Jackson
- Laissez-moi danser de Dalida
- Mort de Jacques Mesrine
- Look hippie
- Manureva d'Alain Chamfort

### Fan des années 80
Fan des années 80 est la deuxième émission de la saga Fan des années.... Diffusée à partir de 2009, elle est composée de 3 saisons de 10 épisodes (30 épisodes) portant chacun le nom d'une année. La saison 3 a été rediffusée sur NT1 au cours de l'année 2014.

#### 1980

##### Saison 1
- L'École des fans
- La Boum
- Les Sous-doués
- Y a-t-il un pilote dans l'avion
- Chantal Goya
- Coluche candidat à la présidentielle
- France Gall et Michel Berger
- T'es ok d'Ottawan
- Renaud
- Le Banana split de Lio
- Antisocial de Trust

##### Saison 2
- L'Île aux enfants
- Starsky et Hutch
- Fame
- Superman
- Mort de John Lennon
- J'aime regarder les filles de Patrick Coutin
- La Salsa du démon de la Troupe du Splendid
- Le Rubik's Cube
- Julio Iglesias
- Le Polaroïd

##### Saison 3
- La Cage aux folles
- Mort de Joe Dassin
- Papa Pingouin de Sophie & Magaly
- Wonder Woman
- Léon Zitrone
- Le Coup de soleil de Richard Cocciante
- Carlos
- Bjorn Borg contre Jimmy Connors
- Couleur menthe à l'eau d'Eddy Mitchell

#### 1981

##### Saison 1
- Dallas et Dynastie
- les PUBS
- Pour le plaisir d'Herbert Léonard
- le Walkman
- Disparition de Bob Marley
- Indiana Jones
- Capitaine Flam
- Tata Yoyo d'Annie Cordy
- Richard Gotainer
- François Mitterrand élu président
- Maya l'abeille (diffusé en France en 1978)
- Confidences pour confidences de Jean Schultheis
- Mariage du prince Charles de Galles et Lady Diana

##### Saison 2
- La Soupe aux choux
- Magnum
- Reality de Richard Sanderson
- Psy Show
- Pubs 1981
- La Danse des canards
- The Police
- Jean-Paul Belmondo
- Le TGV
- Garcimore
- La collaboration de Laurent Voulzy et Alain Souchon

##### Saison 3
- Le Maître d'école
- Le funk
- Je chante avec toi Liberté de Nana Mouskouri
- Les speakerines
- Video Killed the Radio Star des Buggles
- L'Incroyable Hulk
- Hervé Vilard
- L'amour, c'est comme une cigarette de Sylvie Vartan
- La mode punk

#### 1982

##### Saison 1
- Champs-Élysées
- Gym Tonic
- E.T.
- Thriller de Michael Jackson
- La console Atari 2600
- Arnold et Willy
- Chacun fait (c'qui lui plaît) de Chagrin d'Amour
- Africa de Rose Laurens
- Pubs 1982
- Tom Sawyer
- Albator
- Les nouveaux romantiques
- Le Minitel
- Téléphone

##### Saison 2
- Le père Noël est une ordure
- Goldorak
- Michel Sardou
- Elton John
- Do You Really Want to Hurt Me de Culture Club
- Chante des Forbans
- John McEnroe
- Les premiers ordinateurs
- Pubs 1982
- Droit de réponse

##### Saison 3
- Les Enfants du rock
- Thierry Le Luron
- Les Schtroumpfs
- La Boum 2
- Si j'étais un homme de Diane Tell
- Julien Clerc
- Les Corons de Pierre Bachelet
- Le groupe Imagination
- Les jeux de société

#### 1983

##### Saison 1
- Star Wars, épisode VI : Le Retour du Jedi
- Yannick Noah remporte Roland-Garros
- Lancement de la VHS
- Les Mystérieuses Cités d'or
- C'est bon pour le moral de La Compagnie créole
- Denise Fabre
- La série X-Or
- Le Kiki
- Jean-Jacques Goldman
- Téléchat

##### Saison 2
- Banzaï
- Destinée
- La Chasse aux trésors
- Pubs 1983
- La croisière s'amuse
- La fin du disco
- Aldo Maccione
- Marre de cette nana-là de Patrick Bruel
- Cyndi Lauper
- Croque-vacances
- Le Rital de Claude Barzotti

##### Saison 3
- Récré A2
- Pause café
- Rambo
- Eurythmics
- La Compagnie créole
- C'est lundi de Jesse Garon
- Total Eclipse of the Heart de Bonnie Tyler
- Laurent Fignon
- The Rolling Stones

#### 1984

##### Saison 1
- Cocoboy
- Flashdance
- Inspecteur Gadget
- Carl Lewis et ses quatre médailles d'or
- Indochine
- Besoin de rien, envie de toi de Peter et Sloane
- Agence tous risques
- Femme libérée de Cookie Dingler
- Temps X
- Les Maîtres de l'univers

##### Saison 2
- Jeux de 20 heures
- Pour l'amour du risque
- Canal+
- Gilbert Montagné
- When the Rain Begins to Fall de Jermaine Jackson et Pia Zadora
- H.I.P. H.O.P.
- You're my heart, you're my soul de Modern Talking
- Euro 84
- Pubs 1984
- Wham!

##### Saison 3
- Isabelle Adjani
- Douchka
- Les Ripoux
- Tina Turner
- Marie Pervenche
- Apostrophes
- Les Entrechats
- Tétéou ? de Jacky et Lio
- Mon cœur te dit je t'aime de Frédéric François
- Embrasse-moi idiot de Bill Baxter

#### 1985

##### Saison 1
- Gremlins
- Trois Hommes et un couffin
- Le Flic de Beverly Hills
- Passage des numéros de téléphone à 8 chiffres
- Châteauvallon
- Le Jeu de la vérité
- La chanteuse Bibi et son tube Tout doucement
- Partenaire particulier
- Pubs 1985
- Les chansons caritatives
- Madonna contre Jeanne Mas
- C'est la ouate de Caroline Loeb
- Le jeu de la vérité

##### Saison 2
- Queen
- Retour vers le futur
- Profs
- Candy
- Le Petit Théâtre de Bouvard
- En l'an 2001 de Pierre Bachelet
- Le commandant Cousteau
- Elle a les yeux revolver de Marc Lavoine
- Jean Paul Gaultier

##### Saison 3
- Stevie Wonder
- V, les visiteurs
- Mireille Mathieu
- L'Effrontée
- Cho Ka Ka O d'Annie Cordy
- Allain Bougrain-Dubourg
- Création des Restos du cœur
- Take on Me du groupe A-HA
- Le Géant de papier de Jean-Jacques Lafon

#### 1986

##### Saison 1
- Ouragan de Stéphanie de Monaco
- Champs-Élysées : le scandale Serge Gainsbourg / Whitney Houston
- Eve lève-toi de Julie Pietri
- Mariage de Coluche et Thierry Le Luron
- Top Gun
- Voyage, voyage de Desireless
- Il était une fois... la Vie
- Mort de Daniel Balavoine
- Gold contre Images : Le match du rock toulousain
- Pubs 1986
- Le Heavy metal

##### Saison 2
- Francis Cabrel
- La Cinq
- Manon des Sources
- Police Academy
- Diego Maradona
- L'Académie des 9
- Niagara
- Tchernobyl
- Toi mon toit d'Elli Meideros

##### Saison 3
- Highlander
- Intervilles
- Johnny Hallyday
- Michel Chevalet
- Boule de flipper de Corinne Charby
- Étienne Daho
- Say You, Say Me de Lionel Ritchie
- Skateboard, roller et BMX
- The Final Countdown de Europe

#### 1987

##### Saison 1
- La Cicciolina
- Dirty Dancing
- Lahaye d'honneur
- Vanessa Paradis contre Elsa
- Bad de Michael Jackson
- C'est l'amour de Léopold Nord et Vous
- Mort de Dalida
- Retraite de Michel Platini
- K2000
- U2
- Boys de Sabrina

##### Saison 2
- Jean-Luc Lahaye
- Deux Flics à Miami
- Crocodile Dundee
- On se retrouvera de Francis Lalanne
- Viens boire un p'tit coup à la maison de Licence IV
- Rita Mitsouko
- Objectif Nul
- Miss France 1987

##### Saison 3
- Pierre Richard
- Kolé Séré de Philippe Lavil et Jocelyne Bérouard
- Yves Mourousi
- Genesis
- Punky Brewster
- Une autre histoire  de Gérard Blanc
- Marc Lavoine
- Mike Tyson
- Nothing's Gonna Change My Love for You de Glenn Medeiros

#### 1988

##### Saison 1
Télévision
- Pubs de 1988
- Avis de recherche, Patrick Sabatier au sommet
- Palace, la série culte
- Dragon Ball, les débuts de l'ère Manga

Cinéma
- Stallone contre Schwarzenegger, le duel des musclés d'Hollywood
- Le Grand Bleu, le film d'une génération

Musique
- Mylène Farmer, la fascination Mylène
- Nuit de folie de Début de soirée
- Est-ce que tu viens pour les vacances ? de David et Jonathan
- Et je danse de Lova Moor

Sport
- Jeux olympiques : le scandale Ben Johnson

##### Saison 2
- La vie est un long fleuve tranquille
- Maldon de Zouk Machine
- Les Minipouss
- Lunettes noires pour nuits blanches
- Pubs 1988
- Dis-moi Bioman de Bernard Minet
- Benny Hill
- Patricia Kaas
- Supercopter
- Manie Ma Nana de Patrick Timsit

##### Saison 3
- Madame est servie
- L'Étudiante
- Jimmy Somerville
- Prince
- N'importe quoi de Florent Pagny
- Asimbonanga de Johnny Clegg
- Dorothée
- Patrick Poivre d'Arvor
- Jacques Chirac

#### 1989

##### Saison 1
Télévision
- Pubs de 1989
- Surprise sur prise, les surprises du samedis soir
- Bioman, moitié homme - moitié robot

Cinéma
- Rain Man, le duo Cruise-Hoffman
- Batman, le carton du box-office

Musique
- Jean-Pierre François, le carton du footballeur chanteur
- Benny B, le premier variety rap
- La Lambada, la tendance Do Brâsil

Sport
- Tour du monde de Kersauson, l'amiral sans escale

Actualité
- Sortie mondiale de la première Game Boy
- La chute du mur de Berlin, la fin de la guerre froide

##### Saison 2
- Indiana Jones et la Dernière Croisade
- Aimons-nous vivants de François Valéry
- Les Crados
- Bernard Tapie
- Pubs 1989
- Alf
- Stock, Aitken & Waterman
- Y'a pas que les grands qui rêvent de Mélody
- Les Bisounours

##### Saison 3
- Cocktail
- Les Gipsy Kings
- Depeche Mode
- Hélène de Roch Voisine
- Oui, je l'adore de Pauline Ester
- Pump Up the Jam de Technotronic
- La mode fluo
- Jean-Edern Hallier
- Les présentateurs météo

### Fan des années 90
Fan des années 90 est la première émission de la saga Fan des années.... Diffusée à partir de 2010, elle est composée de 2 saisons de 10 épisodes (20 épisodes) portant chacun le nom d'une année.

#### 1990

##### Saison 1
Télévision
- Ciel, mon mardi !
- La Classe
- Nicky Larson

Cinéma
- Pretty Woman
- Nikita

Musique
- La Bruel Mania
- Mano Negra
- U can't touch this de MC Hammer

People
- La folie des top model

Sport
- Andre Agassi

Actualité
- Le tunnel sous la Manche
- La libération de Nelson Mandela

Les brèves de 1990

##### Saison 2
- Pubs de 1990
- Fort Boyard
- Cosby Show
- Tatie Danielle
- Jean-Claude Van Damme
- Le Jerk de Thierry Hazard
- François Feldman
- Sadeness d'Enigma

#### 1991

##### Saison 1
Télévision
- Sacrée Soirée
- Club Dorothée
- Les Nuls, l'émission
- MacGyver

Cinéma
- Terminator 2

Musique
- Mort de Serge Gainsbourg
- Dangerous de Michael Jackson

Sport
- Michael Jordan
- Victoire en Coupe Davis
- Traversée du Pacifique par Gérard d'Aboville

Actualité
- La guerre du Golfe

Les brèves de 1991

##### Saison 2
- Pubs de 1991
- La Nuit des héros
- Santa Barbara
- Olive et Tom
- Maman, j'ai raté l'avion !
- Vanessa Paradis
- Song of Ocarina de Diego Modena
- Déjeuner en paix de Stephan Eicher
- Senza una donna de Zucchero
- Wind of Change de Scorpions

#### 1992

##### Saison 1
Télévision
- Disparition de La Cinq
- Frou-frou
- Succès fous
- Alerte à Malibu

Cinéma
- La Famille Addams

Musique
- Le phénomène Jordy
- Le rap français : NTM et IAM

Sport
- Les JO d'Albertville et de Barcelone
- Le drame de Furiani

Actualité
- Les jeux vidéo
- Les Pin's
- Ouverture d'Euro Disneyland Paris

Les brèves de 1992

##### Saison 2
Télévision
- Pubs de 1992
- Jérôme Bonaldi contre Patrice Carmouze
- Princesse Sarah
- Mr. Bean
- Les Yeux d'Hélène

Musique
- Pow Wow
- MC Solaar
- Mets de l'huile de Regg'Lyss
- Rhythm Is a Dancer de Snap!

#### 1993

##### Saison 1
Les brèves de 1993

##### Saison 2
Télévision
- Pubs de 1993
- Millionnaire
- Ze Baffie Show
- Parker Lewis

Cinéma
- Madame Doubtfire

Musique
- Dany Brillant
- Darla Dirladada de G.O. Culture
- No Limits (en) de 2 Unlimited

Sport
- Football : France / Bulgarie

#### 1994

##### Saison 1
- Hélène et les garçons
- Forrest Gump
- Mystères
- WonderBra
- Tout est possible
- Ayrton Senna
- O.J. Simpson
- Le Divan
- La Cité de la Peur
- Les Deschiens
- Paul Amar
- Décès de Kurt Cobain
- Les brèves de 1994

##### Saison 2
- Pubs de 1994
- The Mask
- Jean-Pierre Coffe
- Les Chevaliers du zodiaque
- Les Grosses Têtes version télé
- Je danse le mia du groupe IAM
- Sauvés par le gong
- Oasis contre Blur
- La prise d'otages à Marignane

#### 1995

##### Saison 1
- Les Trois Frères
- La consécration des boys bands
- L'élection de Jacques Chirac à la présidence de la République
- Le sacre des handballeurs Français au championnat du monde
- Les brèves de 1995

##### Saison 2
- Pubs de 1995
- Pascal Obispo
- Le Prince de Bel-Air
- Un indien dans la ville
- Boombastic de Shaggy
- Jeanne et Serge
- Yeha Noha
- L'affaire Roswell

#### 1996

##### Saison 1
- Studio Gabriel
- Les Filles d'à côté
- Ophélie Winter
- Le phénomène Macarena
- Maîtresse du temps de Jeanne Calment
- Les Jeux olympiques d'Atlanta

Les brèves de 1996

##### Saison 2
- Pubs de 1996
- Janet Jackson
- Freed from Desire de Gala
- Gangsta's Paradise de Coolio
- Éric Cantona
- Jacques Gourrier
- Scream
- La brebis clonée Dolly

#### 1997

##### Saison 1
- La fin du Club Dorothée
- Nulle part ailleurs
- Men in Black
- Jamiroquai
- La Vérité si je mens !
- Le phénomène des Boys bands français
- Mort de Lady Diana

##### Saison 2
- Didier
- Salut les Musclés
- Qui est qui ?
- Will Smith
- MMMBop des Hanson
- La création du DVD
- Pubs 1997
- Don't Speak de No Doubt

#### 1998

##### Saison 1
- Urgences
- Le Dîner de cons
- Titanic
- La victoire de l'équipe de France à la Coupe du monde de football
- Affaire Festina

Les brèves de 1998

##### Saison 2
Télévision
- Pubs de 1998

Cinéma
- Mary à tout prix
- The Full Monty

Musique
- Manu Chao
- C'est beau la vie de Doc Gynéco et Bernard Tapie
- Blue d'Eiffel 65

Sport
- Zinédine Zidane

Actualité
- Les débuts d'Internet

#### 1999

##### Saison 1
- Les Télétubbies
- Sous le soleil
- Lou Bega
- Larusso
- Britney Spears
- La comédie musicale Notre-Dame de Paris
- Boris Eltsine

Les brèves de 1999

##### Saison 2
Télévision
- Pubs de 1999
- Ally McBeal

Cinéma
- Coup de foudre à Notting Hill
- Austin Powers

Musique
- Florent Pagny
- Daft Punk
- Tomber la chemise de Zebda

Actualité
- L'éclipse totale

### Fan des années 2000
Fan des années 2000 est la quatrième émission de la saga Fan des années.... Diffusée à partir de 2013, elle est composée d'une saison de 10 épisodes portant chacun le nom d'une année.

#### 2000
Télévision
- Morning Live
- Sex and the City

Cinéma
- Sixième Sens

Musique
- Hélène Ségara
- Eminem
- Moi... Lolita d'Alizée
- Ces soirées-là de Yannick
- Angela des Saïan Supa Crew

Actualité
- Le tchat sur Internet

#### 2001
Télévision
Aventures sur le net 
- Popstars
- On ne peut pas plaire à tout le monde

Cinéma
- Le Fabuleux Destin d'Amélie Poulain

Musique
- La vague R'n'B
- Les comédies musicales
- Près de moi de Lorie
- Sous le vent  de Garou et Céline Dion
- Can't Get You Out of My Head de Kylie Minogue

Actualité
- Les attentats du 11 septembre 2001

#### 2002
Télévision
- Star Academy
- 24 heures chrono

Cinéma
- Astérix et Obélix : Mission Cléopâtre

Musique
- Yannick Noah
- Robbie Williams
- Tu trouveras de Natasha Saint-Pier et Pascal Obispo
- The Ketchup Song de Las Ketchup
- Whenever, Wherever de Shakira

Actualité
- L'élection présidentielle : Chirac - Le Pen

#### 2003
Télévision
- Y'a que la vérité qui compte
- La Méthode Cauet

Cinéma
- Chouchou

Musique
- Corneille
- Diam's
- Hey oh de Tragédie
- Quelqu'un m'a dit de Carla Bruni
- Ma liberté de penser de Florent Pagny

Actualité
- Le langage SMS

#### 2004
Télévision
- Les Queer
- Plus belle la vie

Cinéma
- Les Choristes

Musique
- Calogero
- Nadiya
- Femme Like U de K. Maro
- Dragostea Din Tei de O-Zone
- Call on Me de Eric Prydz

Actualité
- Le tsunami en Asie

#### 2005
Télévision
- Dolmen

Cinéma
- Brice de Nice

Musique
- Les tubes animés
- Madonna
- Le Roi Soleil
- Ma Philosophie d'Amel Bent
- Caravane de Raphaël
- Pump It de Black Eyed Peas

People
- Florence Foresti

#### 2006
Musique
- Justin Timberlake
- Fatal Bazooka
- La femme chocolat d'Olivia Ruiz
- Marly-Gomont de Kamini
- Louxor j'adore de Philippe Katerine

Cinéma
- Camping

Télévision
- Desperate Housewives
- La fin de l'émission Tout le monde en parle

Sport
- Le coup de boule de Zinédine Zidane lors de la finale de la Coupe du monde 2006

#### 2007
Musique
- Christophe Willem
- Amy Winehouse
- Relax, Take It Easy de Mika
- Divine Idylle de Vanessa Paradis
- Garçon de Koxie

Cinéma
- La Môme

Sport
- La Coupe du monde de Rugby 2007

People
- Mort de Grégory Lemarchal

Actualité
- La mode Tecktonik

#### 2008
Musique
- La folie des groupes ados
- Coldplay
- Lady Gaga
- Single ladies de Beyoncé
- Papillon de lumière de Cindy Sander
- Toi + moi de Grégoire

Cinéma
- Bienvenue chez les Ch'tis

Télévision
- Les Miss France

Actualité
- La libération d'Íngrid Betancourt

#### 2009
Musique
- Mort de Michael Jackson
- David Guetta
- Ça m'énerve d'Helmut Fritz
- Jai Ho! des Pussycat Dolls
- Comme des enfants de Cœur de Pirate

Cinéma
- Avatar

Télévision
- Le SAV des émissions

Actualité
- Les rois du Net
- L'investiture de Barack Obama

### Fan de l'année 2010
Fan de l'année 2010 (aussi nommé Fan de l'année 2010 : Les images qui ont marqué l'année est un épisode spécial de Fan des années... qui a été diffusé le 8 janvier 2011 à 20h50 (en prime time). Il résume en 90 minutes les évènements marquants de l'année 2010.
Télévision
- Jean-Luc Delarue à l'arrêt
- Le succès des émissions culinaires Masterchef et Top Chef

Cinéma
- Les comédies sentimentales à la française de l'année :
  - Les Petits Mouchoirs
  - L'Arnacœur

Musique
- Le buzz Lady Gaga
- René la Taupe
- L'ascension des Prêtres au Top 50
- Dorothée ressuscitée
- Le retour de Johnny
- Les 5 meilleurs tubes de l'année :
  - Tube no 5 : Help myself de Gaëtan Roussel
  - Tube no 4 : Je veux de Zaz
  - Tube no 3 : Tik Tok de Kesha
  - Tube no 2 : Alors on danse de Stromae
  - Tube no 1 : Waka Waka de Shakira

People
- Les sex-symbols de l'année :
  - Mickaël Vendetta de La Ferme Célébrités
  - Freddy de L'amour est dans le pré
- Les biographies de l'année :
  - Justin Bieber
  - Keith Richards
- Les divorces de l'année :
  - Silvio Berlusconi et Veronica Berlusconi
  - Tiger Woods et Elin Nordegren
  - Tony Parker et Eva Longoria

Sport
- la débâcle des Bleus à la Coupe du monde
- Poulpe Fiction (Paul le poulpe)
- Les français champions de l'année :
  - Natation
  - Athlétisme
  - Air Guitar

Actualité
- L'éruption du volcan islandais Eyjafjallajökull
- Les 33 mineurs chiliens
- Une rentrée mouvementée (Réforme des retraites en France en 2010)
- L'affaire Bettencourt
- La marée noire en Louisane
- Le tremblement de terre en Haïti
- Les catastrophes naturelles en France de l'année :
  - La tempête Xynthia
  - Les inondations dans le Var

## Personnalités invitées
Afin de passer en revue les différents évènements marquants de chaque année, Fan des années invite des personnalités, liées ou non aux évènements, à raconter leurs souvenirs et des anecdotes sur les différents sujets évoqués. Ainsi, parmi les célébrités invitées on peut citer :
- Alexandre Pesle
- Amaury Vassili
- Anne-Gaëlle Riccio
- Anthony Joubert
- Antoine de Maximy
- Ariane Brodier
- Arielle Boulin-Prat
- Arnaud Ducret
- Bernard Montiel
- Christian Blachas
- Christophe Beaugrand
- Christophe Carrière
- Cyril Hanouna
- Denis Maréchal
- Elsa Fayer
- Émilie Mazoyer
- Enora Malagré
- Éric Jean-Jean
- Éric Laugérias
- Fabien Lecœuvre
- Jean-Pierre Pasqualini
- Garnier et Sentou
- Isabelle Morini-Bosc
- Jacky (animateur)
- Jean-Marc Morandini
- Jean-Michel Maire
- Jean-Pierre Pernaut
- Julien Courbet
- Karine Ferri
- Koxie
- Laurent Artufel
- Louise Ekland
- Magloire
- Michel Cymes
- Nagui
- Nikos Aliagas
- Patrick Chêne
- Philippe Vandel
- Sandra Lou
- Sandrine Alexi
- Shirley Bousquet
- Shirley Souagnon
- Tex
- Thierry Moreau
- Thierry Roland
- Vérino
- Vincent McDoom
- Vincent Perrot
- Willy Rovelli